# Louis de Fabry
Ne doit pas être confondu avec Louis Fabry.
Louis de Fabry de Fabrègues, marquis de Fabry, né à Aups le 25 août 1715 et mort à Carthagène (royaume d'Espagne) le 3 mai 1794, est un officier de marine et aristocrate français du XVIIIe siècle. Il sert dans la Marine royale sous les règnes de Louis XV et de Louis XVI et termine sa carrière au grade de lieutenant général des armées navales, avec la Grand-croix de Saint-Louis.

## Biographie
Entré dans la Marine royale en 1724, il est promu au grade d'enseigne de vaisseau en 1742. Fait chevalier de Saint-Louis le 1er avril 1748, il est lieutenant de vaisseau en 1749, et reçoit son brevet de capitaine de vaisseau en avril 1757. Nommé major de la marine en 1758 ; il est fait commandeur de Saint-Louis par brevet du 9 décembre 1771 et reçoit une pension de 3 000 livres sur le budget de l'ordre.
Promu chef d'escadre des armées navales en 1776, il est nommé directeur général de l'arsenal de Toulon la même année, puis commandant de la Marine en 1781. Il est élevé au rang de lieutenant général des armées navales lors de la promotion du 12 janvier 1782 et décoré de la Grand-croix de Saint-Louis en janvier 1792. 
Il quitte Toulon en décembre 1793 avec la flotte anglaise ou en avril 1794, prend la route de l'Espagne et meurt - en émigration - à Carthagène vers 1796, à l'âge de 81 ans. Il est victime de l'épidémie de typhus qui emporte quantité d'émigrés dans la province de Gérone. Longtemps avant sa mort, Louis de Fabry portait le titre de marquis, qui lui avait été donné dans ses brevets signés par le Roi.

### Sources et bibliographie
- Michel Vergé-Franceschi, « Marine et Révolution. Les officiers de 1789 et leur devenir. », Histoire, économie et société, 9e année no 2,‎ 1990, p. 259-286 (lire en ligne).
- Georges Lacour-Gayet, La marine militaire de La France sous le règne de Louis XV, Honoré Champion, 1902 (lire en ligne), p. 484